# Fernanda Semino
Fernanda Semino (1992) è una modella uruguaiana, incoronata Miss Uruguay 2011 il 27 maggio presso il Conrad Hotel in Punta del Este in rappresentanza del dipartimento di Rocha.
In precedenza la Semino aveva già accumulato esperienze come modella per la carta stampata.
Fernanada Semino ha rappresentato l'Uruguay in occasione di Miss Universo 2011, che si è tenuto a São Paulo, in Brasile, il 12 settembre 2011.